# ラジャスヴェナトル
ラジャスヴェナトル（学名 Lajasvenator）はカルカロドントサウルス科に属する獣脚類の属。アルゼンチンのムリシンコ層から知られる。ラジャスヴェナトルは白亜紀の最古のカルカロドントサウルス科のひとつで、南アメリカから産出した初の前期白亜紀のカルカロドントサウルス科である。

## 発見と命名
ホロタイプ標本は2009年、ムリシンコ層で見つかった。ホロタイプ標本は完全に成長した個体であった。
2012年、2番目の標本MLL-PV-007が同じ場所から産出した。これは頭蓋骨を含む標本であったが、ホロタイプ標本より遥かに断片的だった。
属名は発見されたネウケン州Las Lajas市にちなみ、「Las Lajasの狩人」の意味。

## 特徴

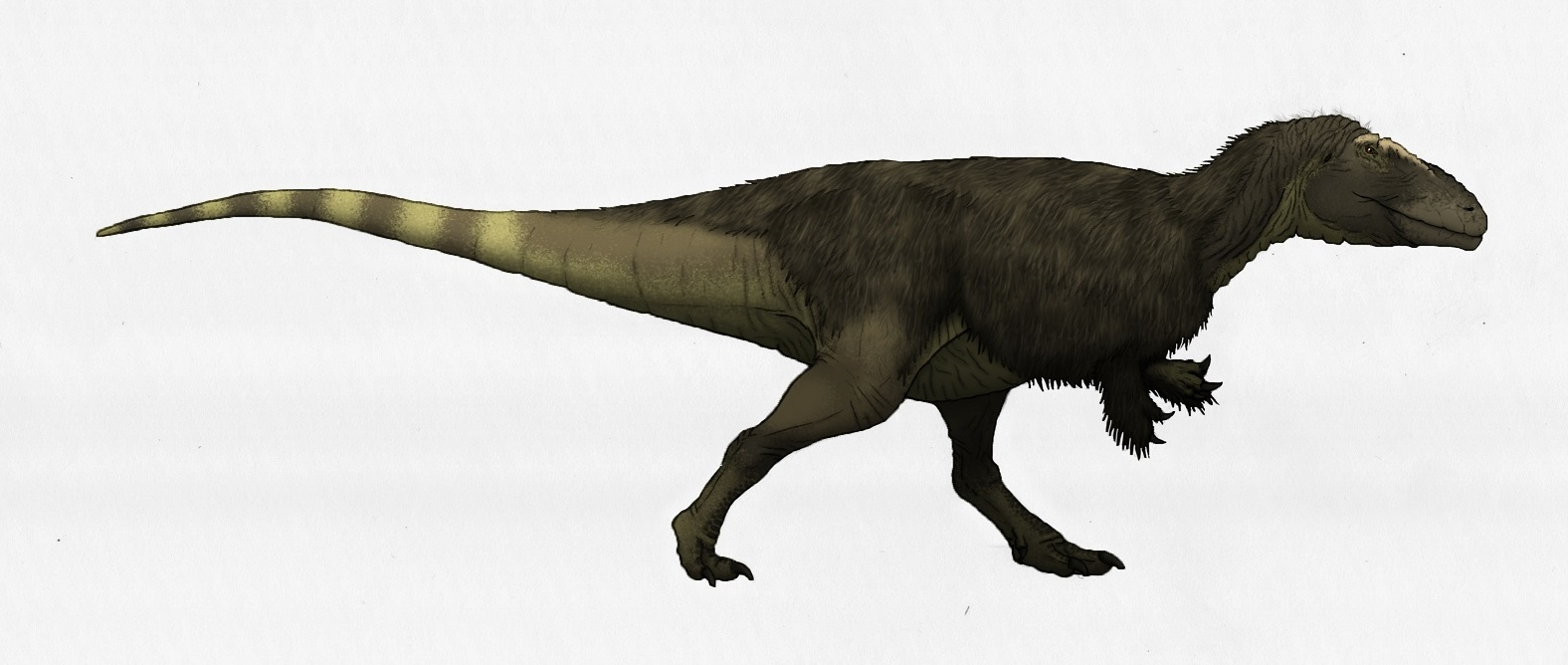
復元図

頭骨の一部、下顎歯骨、部分的な頭蓋後骨格から知られる。
全長は推定2.9m-3.5m。
知られている限り最小のカルカロドントサウルス科で、アロサウルス上科全体で見ても最小のものである。